# Cristo bendiciendo (políptico de 1472)
El Cristo bendiciendo es una pintura al temple y oro sobre tabla de 28,8 x 26,2 cm de Carlo Crivelli, datada en 1472 y conservada en el Museo de Arte de El Paso. Formaba parte probablemente del Políptico de 1472.

## Historia
El políptico, probablemente en origen en la iglesia de Santo Domingo de Fermo, fue desmembrado poco antes de 1834 y los paneles dispersados en el mercado anticuario. El Cristo bendiciendo se encontraba en 1934 en la colección Marinacci en Roma, donde fue comprado un año después por Samuel H. Kress durante uno de sus habituales viajes anuales a Italia. Inicialmente destinado al Museo de Arte de Honolulu, pasó luego al museo texano.
La reconstruida predela con otros cuatro compartimentos (New Haven, Milán y Ámsterdam) es asignada al políptico de 1472 si bien con alguna incertidumbre debida a la ausencia de documentación.

## Descripción y estilo
En el panel arqueado, que debía encontrarse en el centro de la predela, Cristo aparece frontal y de medio cuerpo, bendiciendo con la mano derecha alzada y la izquierda sosteniendo el globo terráqueo con la cruz, símbolo del mundo, todo ello acorde con la iconografía tradicional de Salvador del Mundo (Salvator Mundi).
Cristo desvía ligeramente la mirada hacia la derecha, rompiendo una frontalidad demasiado marcada. Notable el ritmo de la diestra, con los dedos largos y expresivamente doblados, según una contracción ligeramente exagerada frente a las necesidades gestuales, típica de Crivelli.